# Filipinomysz drobna
Filipinomysz drobna (Apomys musculus) – gatunek ssaka z podrodziny myszy (Murinae) w obrębie rodziny myszowatych (Muridae), występujący endemicznie na Filipinach. 

## Taksonomia
Gatunek po raz pierwszy zgodnie z zasadami nazewnictwa binominalnego opisał w 1911 roku amerykański zoolog Gerrit Smith Miller nadając mu nazwę Apomys musculus. Holotyp pochodził z Camp John Hay, na wysokości 5000 ft (1524 m), w Baguio, w prowincji Benguet, na wyspie Luzon, w Filipinach. 
Apomys musculus należy do podrodzaju Apomys. A. musculus jest najbliżej spokrewniony z A. microdon i są sympatryczne na Luzonie; prawdopodobnie jest sympatryczny z A. gracilirostris na Mindoro i A. insignis na Dinagat. Może stanowić kompleks gatunkowy, a taksonomia wymaga dodatkowej oceny. Autorzy Illustrated Checklist of the Mammals of the World uznają ten takson za gatunek monotypowy.

### Etymologia
- Apomys: Apo, Mindanao, Filipiny; μυς mus, μυος muos „mysz”[7].
- musculus: łac. musculus „myszka”, od mus, muris „mysz”; przyrostek zdrabniający -ulus[8].

## Zasięg występowania
Filipinomysz drobna występuje na wyspach Luzon, Mindoro i Dinagat, należących do Filipin.

## Morfologia
Długość ciała (bez ogona) 76–124 mm, długość ogona 97–121 mm, długość ucha 14–17 mm, długość tylnej stopy 20–25 mm; masa ciała 16–24 g. 

## Ekologia
Filipinomysz drobna jest spotykana na wysokości od 300 do 2000 m n.p.m..
Żyje głównie w pierwotnych lasach górskich (1125–1350 m), nie jest pospolity w lasach mglistych (1550–1750 m). Nie występuje w zaburzonych lasach nizinnych na południu Luzon, ale na północy wyspy już tak. Prowadzi w znacznej mierze nadrzewny tryb życia.

## Populacja
Zwierzę to jest dosyć liczne i ma dość duży zasięg występowania. Filipinomysz drobna jest uznawana za gatunek najmniejszej troski. Wylesianie dotyka w większym stopniu nizinne lasy, gdzie żyje mniejsza część jej populacji. Zagrożenie dla populacji z wyspy Dinagat stanowi górnictwo.